# Russel Fish: The Sausage and Eggs Incident
Russel Fish: El Incidente de la salchicha y huevos (en inglés "Russel Fish: The Sausage and Eggs Incident") es una comedia de 2009 protagonizada por Chris Colfer.
Divertida y visualmente impactante, Russel Fish fue escrita y dirigida por Terence Heuston (actuó en 10 Things I Hate About You y Molly), producida por Eric Ahlmquist, editado por Christopher Hart y Lu Shan Quon.

## Sinopsis
Russel Fish (Chris Colfer), es un adolescente torpe que descubre que debe pasar la prueba de aptitud física del Presidente, o no la clase de gimnasia y perder su ingreso a Harvard. Con la ayuda de su mejor amigo Jorge (Eddie Ruiz), un aspirante a ninja latino, tiene que superar sus limitaciones físicas, un profesor de gimnasia indiferente (Patrick Tromborg) y un matón (Brett Gipson).

## Reparto
- Sunday Burke	... 	Ms. Noreaksy
- Carin Chea	... 	Harvard Scientist
- Chris Colfer	... 	Russel Fish
- Roberto Corralejo	... 	Estudiante
- Shawn Douglas	... 	Black
- Annette Escobeda	... 	Estudiante
- Esperanza Garcia	... 	Estudiante
- Brett Gipson	... 	Red
- Alex Gonzalez	... 	Estudiante
- Raquel Marez	... 	Estudiante
- Ashley Norton	... 	Estudiante
- Rochelle Norton	... 	Estudiante
- Eddie Ruiz	... 	Jorge de la Mancha
- Casey Scott	... 	Blue
- Adrianna Tadlock	... 	Estudiante
- Julia Thorton	... 	Estudiante
- Patrick Tromborg	... 	Mr. Puller

## Premios
| Año  | Categoría           | Evento                             | Resultado |
| ---- | ------------------- | ---------------------------------- | --------- |
| 2009 | Mejor comedia corta | AOF Festival Internacional de Cine | Ganadora  |

## Exhibiciones
Russel Fish ha sido exhibida en diversos eventos, algunos de ellos fueron:
| Año  | Evento                               |
| ---- | ------------------------------------ |
| 2009 | Festival de Cine de Austin           |
| 2009 | Palm Springs International Shortfest |
| 2009 | New York Downtown Film Festival      |
| 2009 | Detroit-Windsor Film Festival        |